# Nu2 Arae
Nu2 Arae (ν2 Ara, ν2 Arae) é uma estrela na constelação de Ara. Com uma magnitude aparente de 6,10, é visível a olho nu apenas em condições de visualização extremamente boas. Medições de paralaxe mostram que está a uma distância de aproximadamente 510 anos-luz (160 parsecs) da Terra, com uma margem de erro de 30 anos-luz. Seu espectro corresponde a uma classificação estelar de B9.5 III-IV, o que significa que é uma estrela de classe B que apresenta características de uma estrela subgigante e gigante.
Essa estrela é ocasionalmente chamada de Upsilon2 Arae (υ2 Arae).